# آریه وارشل
 آریه وارشل (به عبری: אריה ורשל) استاد برجسته شیمی و زیست‌شیمی در دانشگاه کالیفرنیای جنوبی است. که در سال ۲۰۱۳ به همراه مایکل لویت و مارتین کارپلاس موفق به دریافت جایزه نوبل شیمی شد.
او به عنوان سرباز در جنگ‌های ۱۹۶۷ و جنگ یوم کیپور جنگید و درجه کاپیتانی نیروهای دفاعی اسرائیل را بدست آورد.